# Kanariefågel

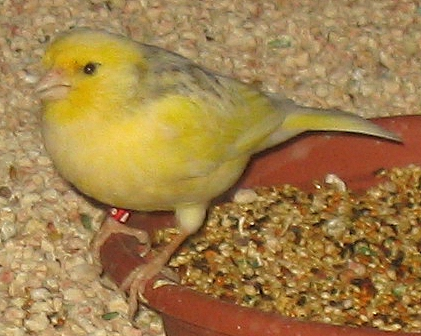
Domesticerad kanariefågel.

Kanariefågel (Serinus canaria forma domestica) är en burfågel som härstammar från kanariesiskan (Serinus canaria). Kanariesiska förekommer på de atlantiska ögrupperna Kanarieöarna, Azorerna samt ön Madeira. Under mer än 500 år har människan domesticerat denna fink och det är det enda djur vars röstorgan, syrinx, och därmed dess läten, har förändrats genom domesticering.[källa behövs] Det är främst dess sång som har gjort kanariefågeln så populär som husdjur. Kanariefåglar delas upp i olika varianter. Dessa varianter benämns "lizardkanarie", "figurkanarier", "norwichkanarie", "bossy", "rödfaktor", "färgkanarier" etc. Kanariefågeln livnär sig framför allt av frön och växtdelar och under häckningen även av insekter.

## Systematik
Kanariefågeln är den domesticerade formen av kanariesiskan som är nära besläktad med gulhämplingen. Dessa båda arter placeras i det stora finksläktet Serinus.

## Utseende och fältkännetecken
Kanariefågeln är något större än sin vilda förfader kanariesiskan. Sång- och färgkanariefåglar är ungefär 13,5 cm till 14,5 cm stora. Positurkanariefåglar finns från 11 cm till 23 cm längd. Kanariefågeln har en typisk finkform med runt format huvud och kort konisk näbb.[källa behövs]
Den mest bekanta dräktfärgen för kanariefåglar är "kanariegul". Idag finns dock en mångfald mycket olika fjäderdräktsfärger (till exempel vit, röd, brun, ljusbrun). Vissa framavlade former har även tofs eller särskilda fjäderfrisyrer.
Kanariefågelns flykt är påfallande vågformig och motsvarar därmed finkarnas flyktmönster.

## Domesticeringens historia

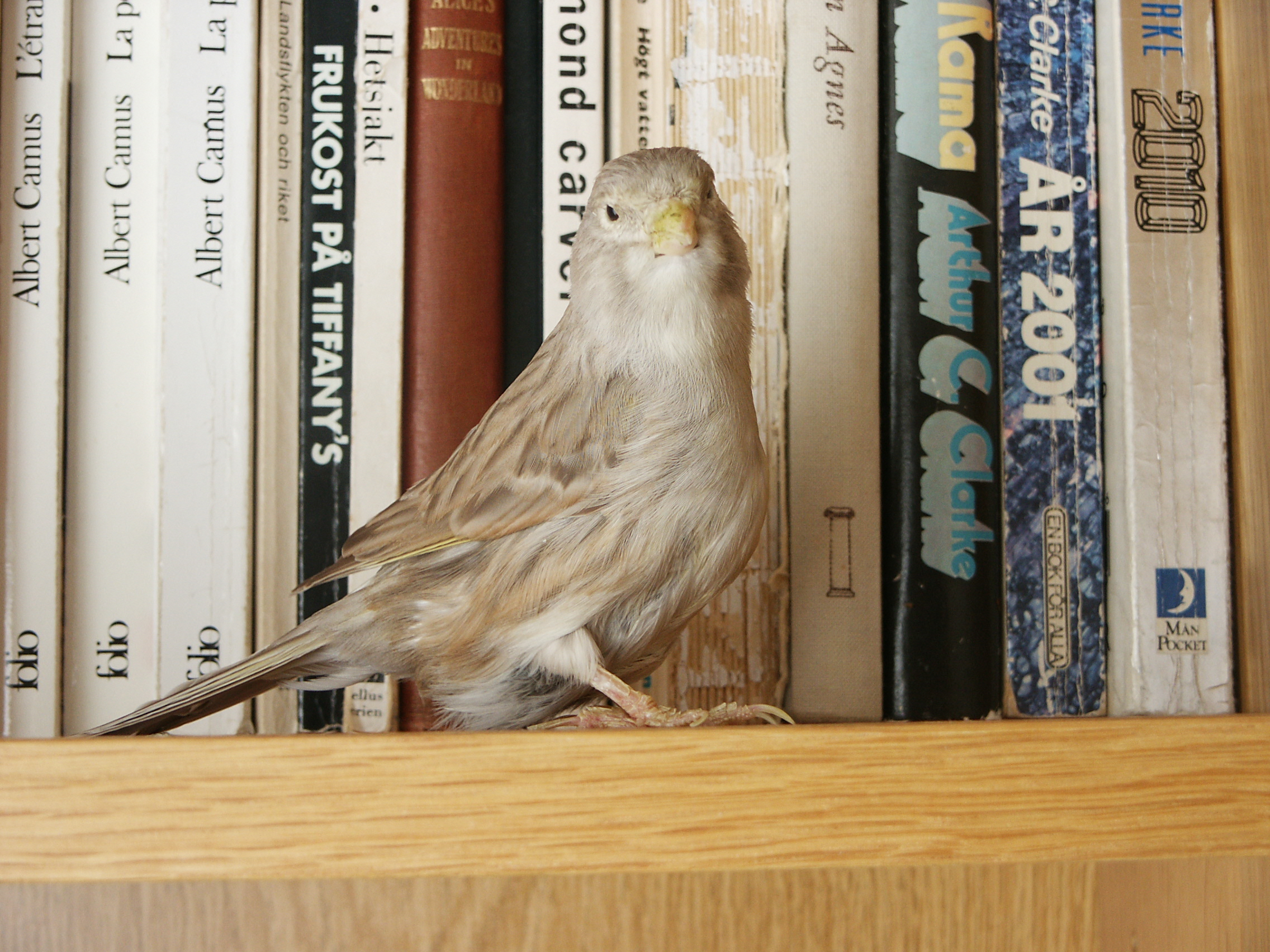
Brun kanariefågel.

När människan började att hålla kanariesiskan som burfågel är omdiskuterat. På grund av dess vackra sång är det tänkbart att Kanarieöarnas urinvånare höll kanariesiskan som burfågel, men detta är omstritt. Efter att Kanarieöarna erövrats (erövringen slutförd 1496) tog spanjorerna med sig kanariesiskan till Europa. Den förste som beskrev kanariefågeln var Konrad Gessner 1555 i Historia animalium. Han kallade dem för Canariam aviculam  vilket kan översättas till "små sockerfåglar" och prisade den för dess sång.
Det var just sången och fågelns munterhet som gjorde att den snabbt blev uppskattad och lika snabbt blev den till en symbol för lyx och världsvana hos adelsdamer och rika borgare. De fåglar som såldes var uppfödda i ett avelsprogram som helt styrdes från Spanien och det förekom inget större genetiskt inflöde ifrån populationen av kanariesiskor på Kanarieöarna. Framför allt visade sig munkarna i klostret Cádiz vara mycket framgångsrika i denna avelsbransch. För att bevara monopolet sålde spanjorerna endast hanar. På grund av den stigande efterfrågan exporterades stora mängder från Spanien och de sålde kanariefåglar till Portugal, England, Frankrike och Italien. Runt 1550 kunde dock italienarna inleda ett eget avelsprogram då de fått tag på kanariefågelhonor vilket resulterade i att spanjorernas monopol bröt samman.
Från Italien spred sig modet med kanariefåglar norrut och därmed även aveln till grevskapet Tyrolen, Tyskland och Nederländerna. Mot slutet av 1500-talet hade det grundats ett avels- och handelscenter i Tyrolen och samtidigt bedrevs kanariefågelavel även i Frankrike.
Runt 1600 började man även avla kanariefåglar i England. Drottning Elisabeth I var förtjust i kanariefåglar och anställde tjänstemän för att sköta och avla dessa små fåglar. Britterna lade redan då stor vikt vid fåglarnas utseende. Runt 1650 framavlades i England den första kanariefågeln med tofs, och runt 1700 den första frisé- och figurkanarien. Då hantverkare och arbetare kunde skaffa sig kanariefåglar, antog aveln professionella drag.
De första mutationerna uppträdde i aveln före 1600. Först var det gula fläckar i fjäderdräkten, som ganska snart avlades till helt gula fåglar. Även de tyrolska sångkanarierna var övervägande gula. År 1667 berättades om helt vita kanariefåglar i Tyskland. Tidigare kunde vitfläckiga kanariefåglar ses på målningar. Även grå, gråfläckiga och bruna kanariefåglar nämns i böcker från 1600- och 1700-talen. Vid denna tid framträder även agatfåglarna, som först omtalades i Holland. Mutationerna av vita gråa och agatfåglar försvann åter, då ärftlighetslagarna ännu inte var kända vid denna tid.
I Tyrolen avlade man tidigt fram gula och vita kanariefåglar. Dessutom var det i Tyrolen som man kom på idén att placera sydnäktergalar hos unga hanar vilket resulterade i ännu mer skönsjungande kanariefåglar. I Imst vid Inn grundades ett bolag för export över hela världen. De tyrolska fågelhandlarna reste med ställningar på ryggen på vilka man bar träfågelburar genom hela Europa. Innsbruck, Nürnberg och Augsburg nämns som handelscentrum. Till slutet av 1500-talet avlades endast sångkanarier. Därefter lades vikt även vid färgen och slutligen vid formen. Kanariefågelaveln blomstarde som mest på 1700-talet. Vid början av 1800-talet inleddes aveln i Harz, då många tyroler på grund av högre löner hade utvandrat dit. Här koncentrerade man sig på sången och förbättrade sångkvaliteterna. Där framavlades rasen Harzer Roller som på kort tid blev mycket framgångsrik. Från 1842 exporterades kanariefåglar från Harz till USA. Avsättningen uppsteg 1860 redan till 15 000 per år. 1882 transporterades 120 000 kanariefåglar till New York. Mot slutet av 1800-talet nådde aveln i Harz sin höjdpunkt: Över en miljon Harzer Roller exporterades.
Kanariefågeln tjänade även som "larm" respektive som beskyddare för bergarbetarna i Tyrolen och på 1800-talet även i Harz. I det svaga ljuset från en oljelampa fördes sångkanarierna, särskilt harzerfåglar, under jorden och sattes i burar fästa i gruvtaket. När luftens syrehalt minskade blev fåglarna oroliga. Det var för bergsarbetarna tecknet på att arbetet genast skulle avslutas, för att undgå kvävning.
Från år 1911 till 1986 användes kanariefåglar för varningsändamål även i brittiska kolgruvor. Fåglarna var känsligare än människor för gruvgaser, som kolmonoxid och metan, och medfördes i burar i gruvgångar där man misstänkte förekomst av gruvgaser. Vid utfasningen 1986 fanns 200 kanariefåglar 'anställda' i kolgruveindustrin. De är nu ersatta av elektroniska gasvarnare.
Först i början av 1900-talet blev avel av färgkanarier populär. De då utdöda mutationerna uppträdde igen och ytterligare tillkom. Med kunskapen om ärftlighetsmekanismerna (Mendels ärftlighetslagar) var det nu inte längre svårt att befästa de mutationer som hade uppträtt och bygga upp stabila avelsstammar.
Den antagligen största händelsen i färgkanarieaveln var förverkligandet av röda kanariefåglar genom korsning med kapucinersiska. Det var dock en lång väg till att stabilisera det röda, då endast en liten andel av hanarna som blev resultatet av korsningar mellan kanariefågel och kapucinersiska var fruktbara. Under tiden mellan 1915 och 1925 lyckades några tyska avlare - framför allt  Bruno Matern i Ostpreussen – befästa de röda kanariefåglarna. Även om färgkanarieaveln väl fick de viktigaste impulserna i Tyskland, bedrevs denna avel mycket flitigare i Nederländerna och  Belgien.
Först mot slutet av 1900-talet började avlare målmedvetet skapa nya raser och standardisera bekanta raser. Exempelvis började man i slutet av 1980-talet att avla fram dvärgformer av vissa raser. Stora framsteg uppnåddes i kanariefågelaveln, så att vissa raser är så befästa i sitt genmaterial att de blir internationellt erkända. Nästan årligen upptäcks också nya raser från fjärran länder.

## Sång
I nära samband med sången står kanariefåglarnas väl utpräglade hörsel. Den optimala känsligheten räcker från 3200 Hertz (Hz) till 4000 Hz. Den undre hörselgränsen ligger vid 1100 Hz och dess övre vid 10000 Hz. Kanariefågeln kan dessutom urskilja tonföljder, behålla dem i minnet och återge dem. Därför kan den lära sig den artegna och inpräglade sången. Den kan härma toner och tonföljder från andra fåglar och även infoga främmande ljud i sin sång.
En kanariefågelsång börjas med en variabel, svag inledning på ett par stavelser och kulminerar i en mycket högljudd omgång av hårda nedstigande element. Hanen sjunger ganska långa strofer som är uppbyggda av många omgångar eller fraser. Hos de vilda fåglarna saknas dock i motsats till Harzrullaren de djupa fraserna, som kan föras tillbaka på avelsselektion. Däremot kan kanariesiskan behärska upp till 400 element och sjunger därmed mer mångfaldigt än de framodlade formerna. Likväl måste i båda fallen större delen av klangenheterna läras in, och kan utvidgas under ett helt liv.
1. Ljudexempel rullsångare från Harz
2. Ljudexempel Belgisk Wasserschläger
3. Ljudexempel Spansk Timbrando
4. Ljudexempel American Singer

### Sångens utveckling
Så fort kanariefågeln har kläckts ger den ifrån sig sina första toner. Efter 30 till 40 dagar börjar så hanens sångstudium. Denna första fas av inlärningen (subsong) vara till kort före den juvenila ruggningen. Före början av den juvenila ruggningen är fågeln tyst i ungefär två veckor. Först mellan den 70:e och den 90:e dagen börjar den andra lärofasen (plastisk sång), som varar till ungefär 150:e levnadsdagen. Efter den juvenila ruggningen börjar den tredje fasen av sångutbildningen (juvenil höstsång), som varar ungefär till den 250:e levnadsdagen. Under denna tid kan talangen redan anas, så att sångkanariefågeln kan gå i den så kallade sångskolan.
Till häckningstiden följande år, omkring den 300:e levnadsdagen, har kanariefågeln avslutat sin lärotid och uppnått fullsången, som den bibehåller under hela häckningssäsongen. Ljudrepertoaren är stabil och omfattar i regel 30 till 40 olika enskilda element (stavelser, alltså noter per sekund). Hanen sjunger ganska långa melodier, som är uppbyggda av många turer(sammanhängande följder av stavelser, alltså strofer) eller fraser (självständiga avslutningar av ett musikstycke). Pausernas längd varierar bara litet: De varar visserligen från 0,02 sekunder till 0,7 sekunder, men ligger i regel i området från 0,08 sekunder till 0,16 sekunder. Längden av en tur hos en adult hane ligger oftast vid 0,8 sekunder till 1,1 sekunder, men kan även uppgå till 2 sekunder.
En del av sången är medfödd hos kanariefågeln, men dessutom finns det även individuellt lärande. Sångschemat och stroferna med bestämda toner och rytm är genetiskt fastlagt. Finstrukturerna (stavelserna) är dock öppna för inlärningsprocesser och genom att höra den artegna sången samlas erfarenheter. Mycket viktig i det sammanhanget är förebilden från fadern, men ungarna lär sig också av andra hanar och jämnåriga ungfåglar. Denna läraktighet främjas särskilt i sångskolan. Vissa stavelser bildas också utan igenkännliga förebilder. Kanariefågeln kan alltså improvisera.
Honorna sjunger sällan under sitt första levnadsår. Kvaliteten på deras sång motsvarar närmast hanarnas subsong, ibland den plastiska sången. Under häckningstiden sjunger honorna endast undantagsvis. Efter avslutningen av sin sista häckning, ungefär från juli, sjunger de spontant sommarsången. Från hösten till början av nästa häckningssäsong sjunger de höstsången. Mest sjunger honorna i oktober.
Efter att den första häckningstiden är förbi sjunger hanarna allt mindre och ställer slutligen in sin sång helt. Efter den årliga växlingen av fjäderdräkten, ruggningen, sjunger han höstsången. Denna är mycket mer plastisk än fullsången, det vill säga utan fast tidsstruktur, men även de enskilda elementen är mycket mer variabla. Pauserna är olika långa och förhållandet mellan turer och stavelser förskjuts starkt till den senares fördel. På vintern börjar sedan sången åter att stabilisera sig, tills den i nästa häckningsperiod åter uppnår fullsångsnivå. Intressant nog har sången nu förändrats något gentemot fjolåret. Vissa stavelser har förblivit lika, andra har glömts bort. Därtill har den skapat nya melodier.

### Sångbeteende
Hanen sjunger redan på tidig morgon högljutt och vackert från en sångplats. Den låter höra sin sång som oftast under lektiden, för att försvara sitt revir mot artfränder och locka till sig en hona. Ibland tjänar sången även som ackompanjemang till bobygget.

## Ekologi
Kanariefåglar är dagaktiva djur. De lämnar sin sovpinne vid dagens början och vid solnedgången uppsöker de den åter. På vintern börjar aktivitetsfasen betydligt senare och slutar tidigare. Aktivitetsfasen avbryts ofta av vilo- och putsningspauser. Kanariefåglar är utanför häckningstiden sällskapliga fåglar, som kan hållas i voljär som grupp. Framåt häckningstiden bildar hanarna revir och försvarar ofta dessa våldsamt. Kanariefåglar ger alltid akt på ett individuellt avstånd till varandra, vilket de håller och försvarar noggrant även på natten när de sover. De kommunicerar med rop och även sång. Om de ser predatorer eller blir skrämda av oväsen, människor (händer), förbiflygande rovfåglar eller liknande, flyger de paniskt omkring i buren respektive klamrar sig fast vid burkanten.

### Kroppsspråk
Kanariefågeln har utvecklat ett utpräglat kroppsspråk, som delvis kan förväxlas med kroppsvården. Att spärra ut vingarna kan för det första syfta till att hota artfränder, för att göra anspråk på föda, reviret eller en hona, eller för det andra bara vara ett sätt att kyla ned sig. En utspärrad näbb används också antingen som hot eller som ett medel för avkylning. Att vässa näbben mot en gren kan å ena sidan vara för att lugna aggressiva artfränder, å andra sidan helt enkelt vara för att rengöra näbben.
Om kanariefåglar vill visa stort tycke för varandra näbbas de med varandra. Om de ännu även putsar sig ömsesidigt, visar de därmed sin sympati för varandra. Om en hane vill imponera på en hona uppför han en dans. Kanariefåglar erbjuder ofta sin partner delar av kroppen som de inte kan nå när de putsar sig med näbben. Som uppfordring till putsning sätter alltså den ena nacke, huvud eller strupe mot den andra. Partnern drar nu på det erbjudna stället en fjäder efter den andra genom näbben. Om den berör andra kroppsdelar någon gång blir den putsade genast orolig, pickar efter partnern eller flyger iväg.
Kanariefåglar är mycket fredliga och fogliga fåglar. Ändå förekommer det även bland dem då och då stridigheter, framför allt om foder, sittplatser eller bomaterial. Ofta inskränker sig striderna till hot från båda sidor, varefter den underlägsne ger sig. Om det inte räcker till att spärra ut vingarna hackar de aggressivt med näbbarna och jagar varandra ibland. Om en av rivalerna kapitulerar sträcker den sin kropp och lägger sin fjäderdräkt tätt inpå sig. Även om en kanariefågel blir starkt skrämd visar den detta ödmjukhetsbeteende. Framför allt vid parningstid förekommer dock även näbbfäktningar och förföljelsejakter.
I voljären kan det förekomma att en bestämd kanariefågel ofta blir jagad och inte får komma till fodret. Den kommer då inte till ro och kan drabbas av hjärtsvikt. Man skall i detta fall obetingat sätta den i en annan bur.

### Häckning
Kanariefågelns häckningstid börjar på våren. Hanarna förstärker sången och utför även förföljelseflygningar och näbbfäktningar. Kanariefåglar som hålls som husdjur kan dock komma i häckningsstämning och häcka under varje årstid.

#### Lek och parning
Vid leken sitter hanen oftast i närheten av en grenklyka. Så fort han har upptäckt en hona sjunger han i lekflygningen, för att tilltala honan till bobygget, på vilket parningen följer. Honan låter ofta höra sitt drillande lockrop och slår med vingarna. Hon är ständigt i rörelse. Om honan är parningsvillig, tar hon bomaterial i näbben och söker en lämplig boplats. Parningen varar en till två sekunder. Efter parningen skiljs fåglarna och putsar sig oftast rikligt.

#### Bobygge och äggläggning

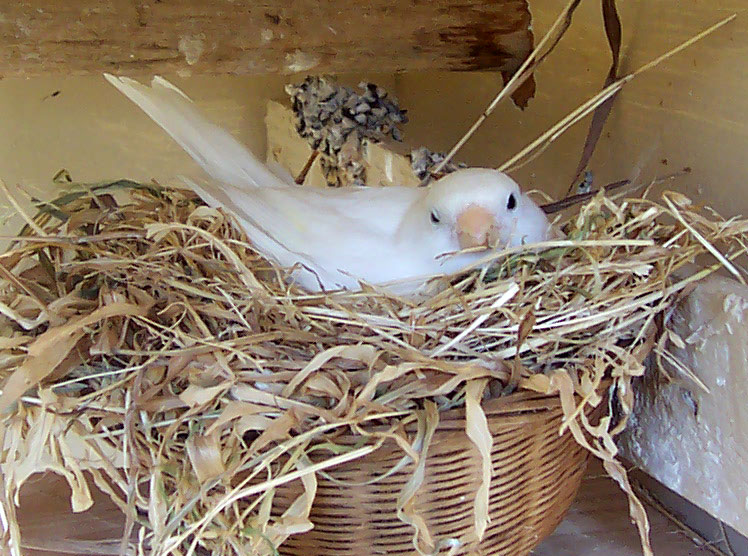
Ruvande hona i rede.

Boet bygger honan i bounderlag i form av små korgar eller halvöppna fågelholkar. Till bobygget använder kanariefåglar alla material som fågelinnehavaren erbjuder. Det kan vara material från naturen (grässtrån, mossa, djurhår, ull, fjädrar och så vidare), eller bomaterial som tänkts särskilt för prydnadsfåglar erbjuds, som kokosfiber, träull (för bounderbygget) och charpi (fibrer av bomull eller lin för att klä redet). Under bobygget sjunger hanen ihållande och matar honan.
Så snart honan har färdigställt sitt rede lägger hon, nästan alltid tidigt på morgonen, det första ägget. Oftast reser sig honan när hon trycker ut ägget och står med öppnad näbb i redet. Därefter sätter hon sig utmattad och vilar sig. Kullen blir fullständig efter tre till fem ägg. Äggen är blekt sjögröna och uppvisar rödaktigt bruna fläckar vid den trubbiga polen. 
På grund av det rikhaltiga utbudet av foder kan kanariefåglar lägga ägg och häcka mer än två gånger om året. Därigenom blir deras organism dock alltför belastad och deras hälsa försvagad. Två till tre kullar på en sommar är vanligt, men bör absolut inte överskridas.
Hos domesticerade kanariefåglar börjar ruvningen nästan alltid efter att det första ägget har lagts. Detta leder till att ungarna kläcks efter varandra och sent födda har liten överlevnadschans, då de kan bli ihjälklämda och är underlägsna i striden om foder.

#### Ruvning
Hos kanariefåglar är det vanligt att honan ensam ruvar och inte avlöses av hanen. Hon lämnar redet flera gånger om dagen för att avsätta exkrementer och dricka. Den resterande tiden försörjer hanen honan med föda ur sin kräva. Honan sitter oftast mycket fast och uthålligt på äggen och låter sig, vid lugnt sällskap, endast lite störas i häckningsgöromålen. Ruvningen varar i 13 dagar.
Hos väl harmonierande par är oftast alla kanariefåglarnas ägg befruktade. Efter kan man på befruktade ägg känna igen embryot som en mörk fläck, om man håller ägget mot ljuset från en lampa. Obefruktade ägg är klara och genomskinliga. Man ska dock inte störa de ruvande fåglarna och absolut inte ta äggen ur redet för ofta.

#### Ungarnas utveckling

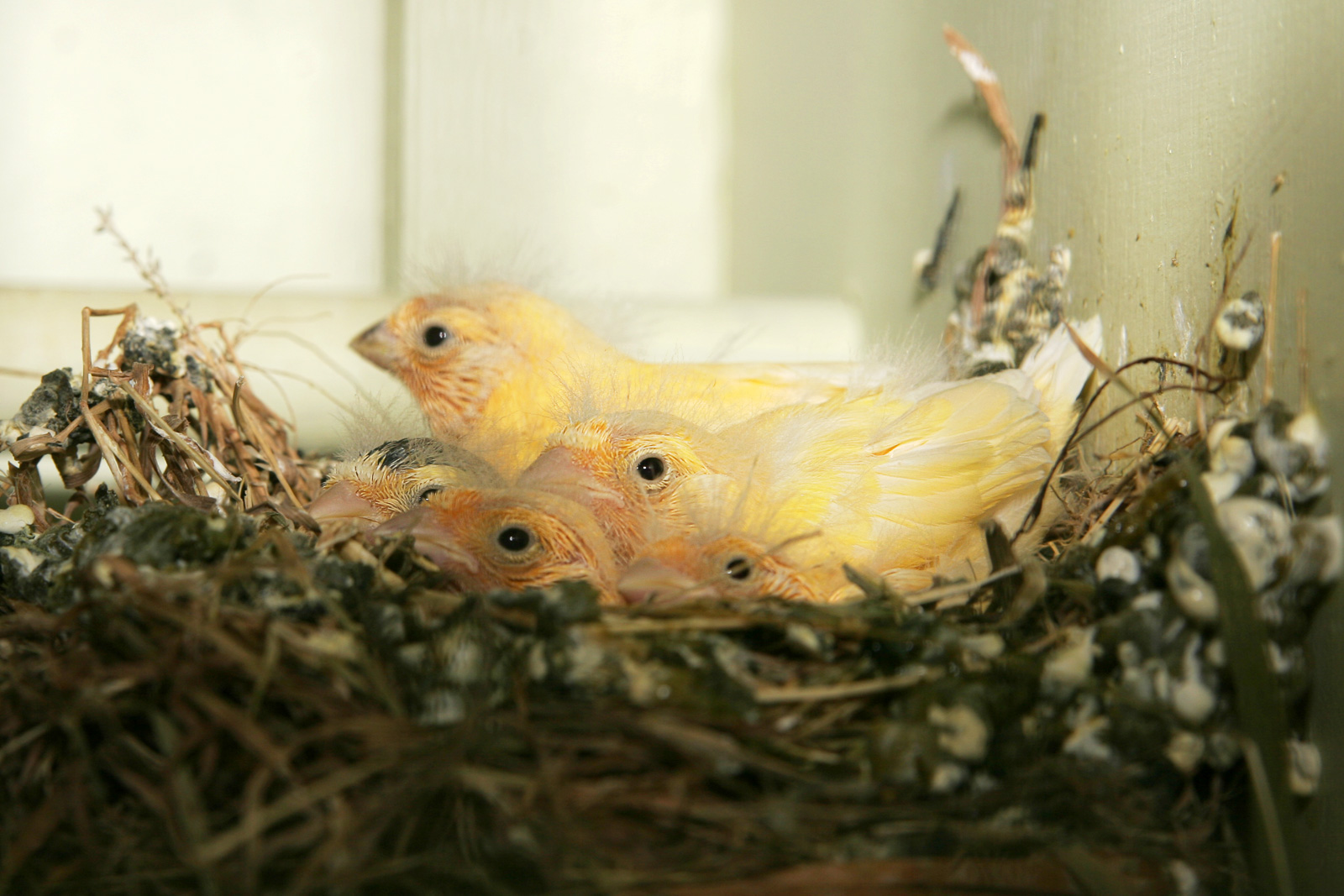
Några dagar gamla ungar.

På kläckningsdagen lever ungarna av gulesäcken. Ungarna värms av honan och först nästa dag utfodras de. Under ungarnas första levnadsdagar tar hanen över foderanskaffning och överlämnar fodret från sin kräva till honan. Honan spyr upp detta foder ur krävan och utfodrar ungarna med den dubbelt uppmjukade näringsgröten. Under denna fas behöver ungfåglarna dessutom animaliskt protein. Honan håller redet rent, och äter sina ungars avföring. Efter fyra till fem dagar utfodrar hanen redan ungarna även direkt med den anskaffade födan. Efter ungefär en vecka stödjer sig ungarna högt och lämnar sin avföring på redets kant. Efter den 14:e levnadsdagen vaknar driften att flyga. Vid hotande fara kan då ungarna av skräck hoppa ur redet och kan göra sig illa. Vid den 16:e dagen lämnar ungarna redet, men utfodras ännu av sina föräldrar fram till den 30:e dagen. Ofta försörjer hanen ensam ungarna och för med dem att gå på födosök och att äta självständigt. Under tiden börjar honan med den andra ruvningen.
Efter tre till fyra månader har de under tiden självständiga ungfåglarna avslutat den juvenila ruggningen, då endast fjädrarna på huvudet utan ving- och stjärtfjädrar byts ut, och är könsmogna. Kanariefågelns förväntade livslängd uppgår till 6 till 10 år. Rekordet ligger på 34 år.

## Burhållning
Kanariefåglar kan under den lugna fasen utanför häckningstiden inhysas gemensamt i en voljär. Under häckningstiden ska de vara åtskilda parvis. En kanariefågel är ingen typisk flockfågel som exempelvis undulaten. Mot bakgrund av revirbeteendet under häckningstiden kan en kanariefågel alltså en viss tid hållas ensam, om partnern har dött eller ett djur under häckningstiden måste klara sig utan partner.

### Trädgårds- och rumsvoljärer
En voljärs grundyta ska vara 100 cm bred och 200 cm lång. Denna storlek räcker för ett par kanariefåglar med deras ungar. Större trädgårdsvoljärer nödvändiggör dock ett ljust litet hus, där fåglarna kan dra sig tillbaka för att skydda sig mot förändringar i väderlek. I rumsvoljärer bortfaller naturligt det annars nödvändiga skyddshuset.
Trädgårdsvoljärer ska avdukas fullständigt med ljusgenomsläppligt, hagelsäkert material, för att förhindra insläpp av sjukdomsalstrare och parasiter från vilda fåglar. En dubbel Verdrahtung av voljärsidorna förhindrar skador på fåglarna från angripande rovfåglar eller rovdjur. Den stora fördelen med en trädgårdsvoljär är härdandet av kanariefåglarna, som då - tillvanda till det över årsförloppet - utstår vintertemperaturen till minus 20°C utan tecken på opasslighet. Naturligtvis är en motsvarande energirik föda och tillgång till ofruset vatten oumbärligt till det.
En voljär kan inrättas mer storstilat än en inomhusbur och erbjuder fåglarna tillräckliga flygmöjligheter. Med trädstubbar, små och stora naturgrenar, tallkvistar, vasstrån och stenar kan man trolla fram en naturnära inredning. Levande växter (utplanterade eller i blomkrukor) består oftast inte slitaget från kanariefåglarna särskilt länge. Den ytterligare inredningen motsvarar den i en bur.

### Bur och friflygning
Buren ska vara så stor som möjligt, men längre än hög, för att möjliggöra några vingslag. Runda burar ger fåglarna varken tillräcklig plats för att skutta eller för att flyga. Den bör rengöras en gång i veckan med vatten och tvål och torkas grundligt, innan man släpper in fågeln igen.
Buren ska ställas i människornas ögonhöjd och stå med en sida mot väggen. Den får inte sättas ut i direkt solljus och måste stå på en rubbningsfri plats. Ljusa hörn ger kanariefåglarna en känsla av säkerhet. Att täcka buren på natten är sinnrikt, men inte tvingande nödvändigt. Buren ska inte innehålla mer än två till tre pinnar på ett avstånd från 30 till 40 cm. Mest lämpliga är vide- och fruktträdsgrenar med bark, som har olika diameter, så att fågeln ständigt kan träna sina leder. Dessa måste minst en gång i månaden bytas ut, då kvalster samlas på dem. Fyrhörniga och konstgjorda pinnar är olämpliga. Som golvströ lämpar sig bäst ett en centimeter tjockt skikt av grov sand, som regelbundet byts ut. Ofta används också bokträgranulat eller hamphalm (då är det dock nödvändigt att ge sandsten och mineraler i en extraskål). Inte lämpligt är galler över burbotten och prefabricerat sandpapper.
Foder och vatten erbjuds i skålar eller automater, som inte får ligga direkt under sittpinnarna. De rengörs, torkas och kontrolleras dagligen. Möjlighet till bad ska dagligen finnas genom ett badkar eller badskål på golvet. Grov sand respektive sandsten krävs för att kanariefågelns mage ska kunna finfördela korn. Det kan erbjudas i en liten skål. Kalcium i form av kalksten, sepiaskal eller kalksand måste alltid finnas tillgängligt.
Temperaturerna i burrummet ska vara olika, så att en dag- och nattrytm är möjlig. För höga är temperaturer över 40°C, för låga under 7°C. Voljärfåglar är då väsentligt mer robusta och klarar vinterkyla till minus 20°C, om energirikt foder och dricksvatten kan ges. För dagsljus i rummet där buren står ska den på sommaren ställas ut i skuggan under uppsikt, för att fågeln ska njuta solljuset och förbli frisk. På grund av deras höga ämnesomsättning har kanariefåglar ett stort behov av syre. Dålig och dammig luft, drag, cigarettrök är tabu. En luftfuktighet på 60 till 70 procent i rummet för buren är optimal.
Kanariefåglar måste för att stärka sina muskler regelbundet ha möjlighet att utföra några flygrundor i rummet. Man ska då först stänga alla fönster och dörrar och inte erbjuda något foder utanför buren under den fria flygningen. Farokällor måste avlägsnas före friflygningen. Dessa är bland annat bokhyllor, fönsterskivor, glasväggar samt öppna fönster och dörrar. Men även kärl med vatten (glas, kannor, vaser, rengöringskärl), papperskorgar, prydnadsföremål, öppna skåp eller lådor, tomrum mellan vägg och möbler samt heta spisplattor, öppna grytor eller brinnande ljus utgör faror. Genom att knapra på giftiga växter eller genom kontakt med alkohol, kemikalier och rengöringsmedel kan fågeln förgiftas, i värsta fall dödligt.

### Utfodring

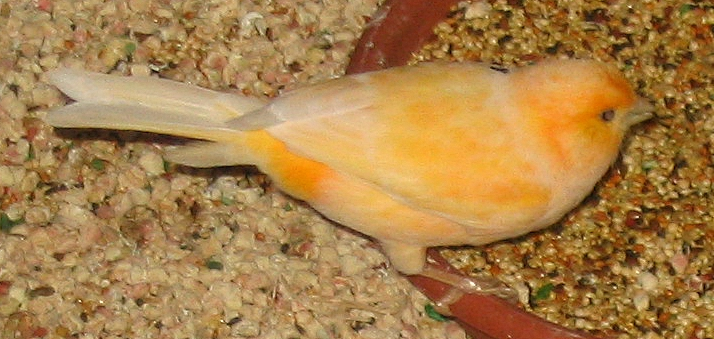
Ätande kanariefågel.

Foderutbudet ska variera med årstiderna, för att undvika ämnesomsättningsstörningar. Man ska förutom de foderblandningar som finns i handeln, som i det väsentliga består av kolhydrater (växtfrön), ge fågeln animaliskt protein, vitaminer och mineraler.
Dagligen upptar kanariefågeln beroende på omgivningens temperatur och fodrets beskaffenhet 10 till 20 procent av sin kroppsvikt i vatten. Med dricksvattnet upptar fågeln också jod och mineralämnen. Avkokt och filtrerat vatten är olämpligt. Man ska ge mineralvatten utan kolsyra eller vanligt kranvatten.
Ett bra kanariefågelfoder i handeln består av kolhydratrika frön (så kallat kanariefrö), hirs, havre och av en mindre andel fetthaltiga frön (nigerfrö, linfrö, rybsfrö och mycket lite hampa). En gång i veckan ska man ge animaliskt protein i form av ägg (ska kokas minst tio minuter: Vitamin A). Under ruggningen och äggbildningen är behovet större. I handeln finns ägg- och mjukfoderblandningar, som inte behöver tillföras kokt ägg.
Vissa vitaminer (A, B, E) måste tas upp med födan. Värdefulla vitamingivare är: förgrodd kornfoderblandning, frukt, grönsaker, vilda växter (våtarv, maskrosor). Samlat och köpt grönfoder måste vara rent och fritt från avgasrester. Färsk frukt, grönsaker och växtknoppar ska ges regelbundet, på vintern även grankvistar. Om fodret är så avvägt och växlingsrikt måste man inte blanda i vitamintillsatser i det. Ett höjt behov av mineralämnen uppstår vid tider av växt, ruggning och ruvning. Man ska regelbundet ge sönderdelade skal av hårdkokta ägg eller musslor till fodret. Sand och små stenar - som finns i riktig storlek i grov sand - behövs för kanariefågelns muskelmage, för att sönderdela korn. 
Grönfoder ska på vintern ges ungefär en gång i veckan, under häckningen maximalt tre gånger per vecka. Kanariefåglar är fröätare och för mycket grönfoder kan leda till störningar i matsmältningen.

### Tämjning
Man ska närma sig kanariefågeln först när den har blivit hemmastadd. Den måste förbli lugn när man rör sig nära buren och ska inte längre flaxa nervöst eller vara rädd. Om det har gått så långt kan man en gång sträcka in handen långsamt genom den öppna burdörren och hålla in en bit frukt eller ett salladsblad. Man ska ha tålamod och dagligen upprepa sitt erbjudande och tala med fågeln.
Man ska alltid erbjuda endast handens avigsida som sittplats, eftersom vissa kanariefåglar är rädda för handflatan. Efter tämjningen ska fågeln dessutom inte fångas med handen, eftersom detta rubbar det redan uppnådda förtroendet för handen. Om man ändå någon gång måste ta fast fågeln, för att ge mediciner, ska man sätta på sig glasögon och hatt och företa liknande förändringar i sitt utseende, så att kanariefågeln inte känner igen en. Framför allt ska man dock vara tyst, då kanariefåglar är mycket bra på att känna igen röster.
Allmänt gäller dock att kanariefåglar aldrig blir så tama som undulater eller papegojor kan bli.

### Tystnade fåglar

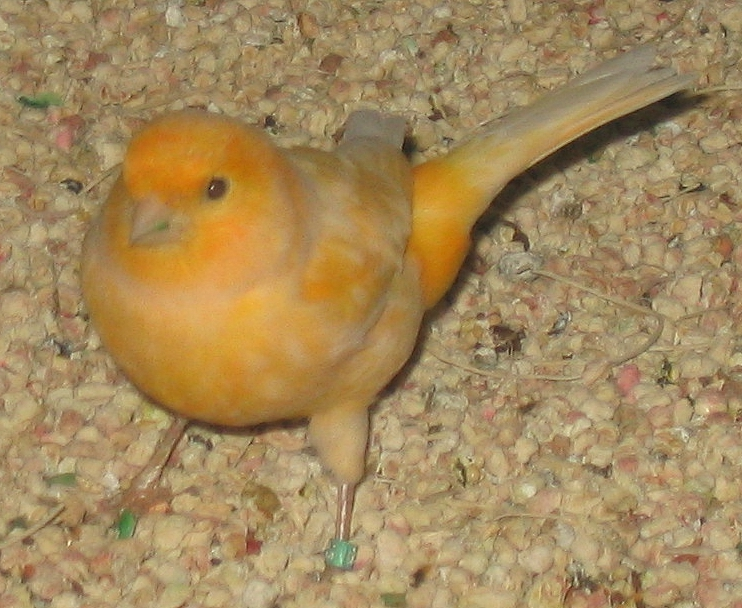
Orange kanariefågel.

Vad gäller kanariefåglar som har tystnat ska man betänka att vilda fåglar huvudsakligen sjunger under häckningsperioden och inte obetingat framför sin sång högt och ihållande hela året. Om en kanariefågel blir tyst ska man därför visa förståelse.
Man kan dock egga kanariefågeln till att sjunga igen, genom att spela upp kanariesång för den. Man kan också låta musik stå på, då denna gärna överröstas av kanariefåglar. Ett alternativ till detta är att alstra dammsugarbuller eller andra ljud som kan verka animerande. Annars kan man skaffa en hona till en ensam hane, då denna motiverar honom till att sjunga, respektive hålla hanar i olika burar utan ögonkontakt. Det kan också vara fallet att fågeln saknar vissa födoämnen.

### Ruggning
Under månaderna augusti till oktober sker ruggningen. Friska fåglar byter ut sin fjäderdräkt inom sex till åtta veckor. Ungfåglarna byter endast fjädrarna på huvudet under sitt första levnadsår.
Fåglar som inte utfodras och hålls optimalt kan under ruggningen vara särskilt sjukliga och ha labil hälsa. Dessutom kan ruggning förekomma på vintern eller våren. Om en kanariefågel under ruggningen tappar fjädrar utan att några nya växer ut kan orsaken vara bristfenomen och hormonstörningar. En sjuklig ruggning kan också visa sig genom att kanariefågeln behöver ovanligt lång tid för sin fjäderväxling.
Man kan underlätta ruggningen för kanariefågeln genom att handskas mer försiktigt med den, eftersom den är mer nervös än annars.  Dessutom ska man tillhandahålla gurkskal eller små gurkskivor, som verkar gynnsamt på fjäderbildningen. Det är också viktigt att kanariefågeln dagligen ges möjlighet att bada.
Under ruggningen kan också 1 gång i veckan en liten mängd äggfoder erbjudas.

### Sjukdomar
Om kanariefågeln inte längre är livlig och aktiv, är den sjuk. Då kanariefågelns immunsystem inte håller stånd särskilt länge ska man genast gå till veterinären för att låta undersöka den. Oftast blir kanariefåglar sjuka av parasiter. Genom stressbetingade svagheter i motståndet förökar sig de i tarmen förekommande bakterierna (salmonella, Escherichia coli) så att det leder till en bakteriellt betingad tarminflammation. Den sjuka kanariefågeln har diarré och dör inom några dagar av uttorkning. Andra sjukdomar är brott på vingar, ben och tår. Även grå starr kan uppträda.
Den värsta sjukdomen är kanariepoxvirus. Smittan sprids av infekterade fåglar eller med myggor som smittbärare. Inkubationstiden uppgår till tre till sexton dagar. Kännetecknande för denna sjukdom är små knutar på horndelarna och på näbbvrårna, svåra andningsstörningar och kvävningsdöd eller överlevnad som virusbärare. Svår att diagnosticera och anmälningsskyldig är papegojsjuka, som inte visar några entydiga symptom. Kännetecken över en längre tidsrymd är besvär som andnöd, diarré, snuva eller slemmiga utsöndringar. Kanariefåglar kan dock även drabbas av Newcastlesjuka. Denna sjukdom kan smitta människor, som då får konjunktivit. Den sprids med råa hönsäggskal eller vilda fåglar.

### Rättsligt
Kanariefåglar räknas jämte undulater till de mest spridda burfåglarna i världen. Därmed är de också föremål för rättsväsendet. Många aspekter som beträffar kanariefåglar som fågelhållning, -avel eller fågelns ställning i naturen är föremål för lagtexter. Djurskyddslagar reglerar exempelvis i Tyskland, Österrike och Schweiz sedan länge det generella skyddet för djur och därmed även för kanariefågeln.